# Bill Callahan
Bill Callahan (* 1966 in Silver Spring, Maryland, USA) ist ein US-amerikanischer Sänger und Songwriter, der mit seinen anfänglich mit einfachster Produktion auf Vier-Spur-Rekordern aufgenommenen Songs als einer der Vorreiter des Lo-Fi gilt. Seit 1991 veröffentlicht er beim Label Drag City. Er trat zunächst unter den Namen Smog bzw. (Smog), seit 2007 aber unter seinem bürgerlichen Namen in Erscheinung. Callahan lebt derzeit in Austin, Texas.

## Karriere

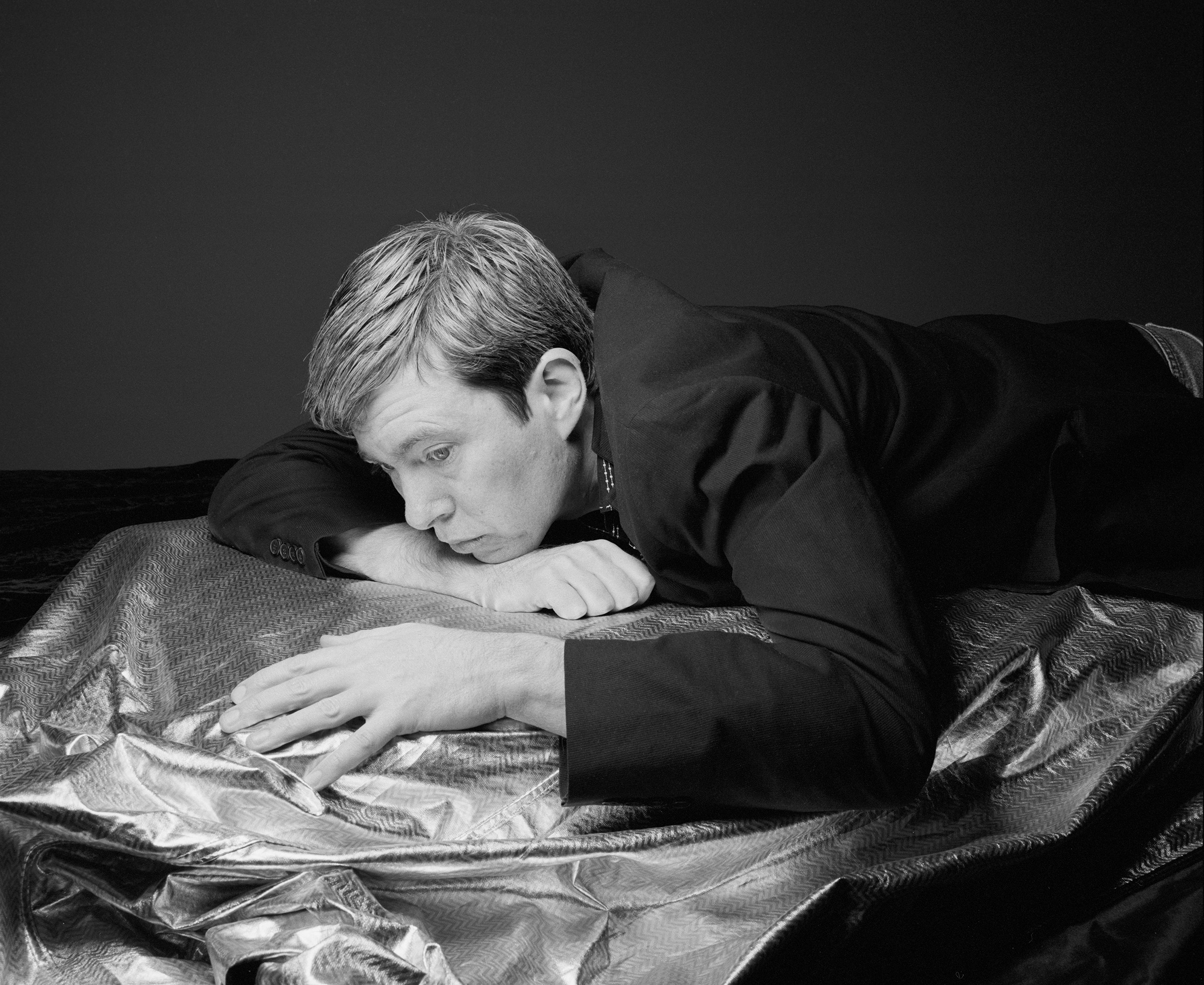
Bill Callahan fotografiert von Oliver Mark, Berlin 2011

Obwohl Callahan in Maryland geboren wurde, verbrachte seine Familie acht Jahre in Knaresborough, North Yorkshire, und kehrte bloß für die Jahre 1969–1973 nach Maryland zurück.
Callahans erste Veröffentlichungen erschienen unter dem Bandnamen Smog auf Audiocassetten. Diese waren von kargen Melodien und dissonanten Arrangements geprägt. Damit entsprachen sie in etwa Callahans damaligen instrumentalen und produktionstechnischen Möglichkeiten. Sein Debütalbum Sewn to the Sky erregte durch verstimmte Gitarren und repetitive Strukturen erstes Aufsehen und erinnerte an Arbeiten von Jandek oder Daniel Johnston. Mit Beginn der Arbeit bei Drag City erweiterte sich das musikalische Potential seiner Musik, die z. B. von John McEntire und Jim O’Rourke produziert wurde. Dabei entwickelte Callahan nicht nur seine lyrischen, oft schwarzhumorigen Fähigkeiten, auch seine Arrangements wurden zunächst reichhaltiger. Zwischen 2001 und 2003 nannte er die Band (Smog) und kehrte zu einfacheren Produktionen zurück, ohne aber die textliche Raffinesse, für die er mittlerweile stand, aufzugeben.

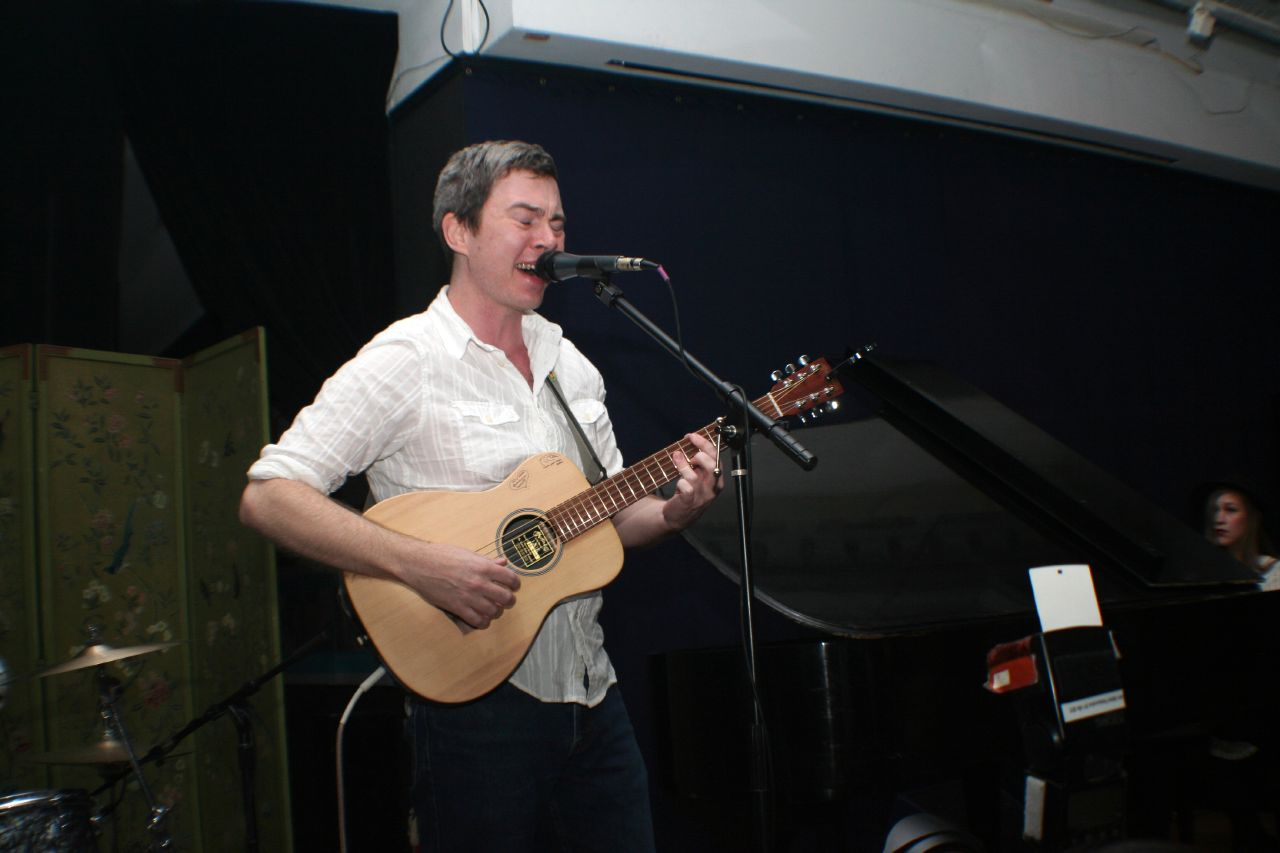
Bill Callahan im März 2007 im National Arts Club in New York

2006 entschloss er sich zur Nutzung seines bürgerlichen Namens und ließ das Pseudonym Smog fallen. So erschien 2007 mit Woke on a Whaleheart das erste Studioalbum als Bill Callahan, 2009 folgte Sometimes I Wish We Were an Eagle. Im Jahr 2011 erschien das Album Apocalypse und 2013 Dreamriver.

## Veröffentlichungen

### Alben

#### Als Smog bzw. (Smog)
- Forgotten Foundation, 1992/1996
- Burning Kingdom, 1994
- Julius Caesar, 1994
- Wild Love, 1995
- Sewn to the Sky, 1995 (Wiederveröffentlichung)
- The Doctor Came at Dawn, 1996
- Red Apple Falls, 1997
- Knock Knock, 1999
- Dongs of Sevotion, 2000
- Rain on Lens, 2001
- Accumulation: None, 2002
- Supper, 2003
- A River Ain't Too Much to Love, 2005

#### Als Bill Callahan
- Woke on a Whaleheart, 2007
- Sometimes I Wish We Were an Eagle, 2009
- Apocalypse, 2011
- Dream River, 2013
- Have Fun with God, 2014
- Shepherd in a Sheepskin Vest, 2019
- Gold Record, 2020
- Blind Date Party, 2021 (zusammen mit Bonnie 'Prince' Billy)
- Ytilaer, 2022

### Andere Formate

#### Als Smog bzw. (Smog)
- Macrame Gunplay (Cassette), 1988
- Cow (Cassette), 1989
- A Table Setting (Cassette), 1990
- Tired Tape Machine (Cassette), 1990
- Sewn to the Sky (Cassette), 1990
- Floating (EP), 1991
- A Hit (Single), 1994
- Kicking a Couple Around (EP), 1994
- Came Blue (Single), 1997
- Ex-con (Single), 1997
- Cold-Blooded Old Times (EP), 1999
- Look Now (Single), 1999
- Strayed (Single), 2000
- ’Neath the Puke Tree (EP), 2000
- The Manta Rays of Time (EP), 2000
- Rock Bottom Riser, 2006

#### Als Bill Callahan
- Diamond Dancer (Single), 2007
- Rough Travel for a Rare Thing, (Live-Album, nur Vinyl oder Download), 2010

### Bücher
Callahan veröffentlichte im Jahr 2004 drei Bücher mit Zeichnungen: Ballerina Scratchpad, The Death's Head Drawings und Women. Im Juli 2010 veröffentlichte Drag City auch seinen Briefroman Letters to Emma Bowlcut.